# إدوين إمبري
إدوين إمبري (بالإنجليزية: Edwin Embree)‏ هو أكاديمي أمريكي، ولد في 1883، وتوفي في 1950.